# Цетански број
Цетански број је мјерило квалитета дизел горива. Цетански број одговара запреминском проценту цетана (C16H34) у смјеси са алфа-метил-нафталеном, које има еквивалентне особине паљења са испитиваним горивом. Цетански број је неразгранати угљоводоника који се лако пали при компресији, па је његов цетански број означен са 100.
Цетански број алфа-метил-нафталина је 0. Адитиви који повећавају цетански број су алкил нитрати и ди-терцбутил пероксид.